# ラスエルハヌート

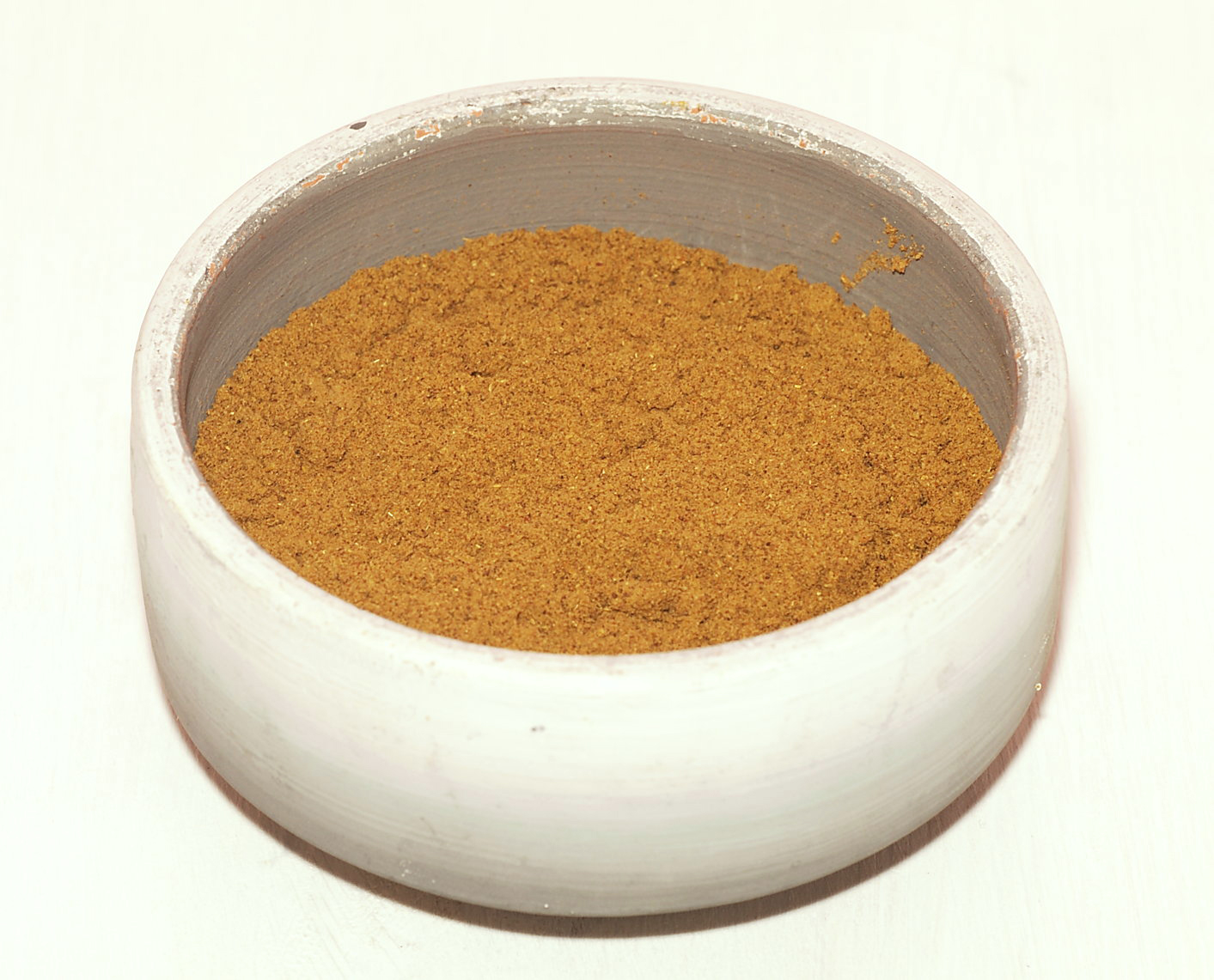
椀に入ったラスエルハヌート

ラスエルハヌート(Ras el hanout)は、チュニジア、アルジェリア、モロッコを含むマグリブで見られるミックススパイスである。名前はアラビア語で「店頭」を意味し、店が提供する最良のスパイスであることを意味している。肉や魚に擦りこんだり、クスクス、パスタ、コメ等に混ぜて料理に用いる。
ラスエルハヌートについて、定まった組成はない。各々の店、企業や家庭により独自の配合をしている。通常、10種類以上のスパイスを異なる比率で混ぜる。材料には、カルダモン、クミン、クローブ、シナモン、ナツメグ、メース、オールスパイス、乾燥ショウガ、トウガラシ、コリアンダー種子、コショウ、パプリカ、フェヌグリーク、乾燥ウコン等が用いられる。この地域に固有のナナカマド（ローワン）、ショクヨウガヤツリ、ギニアショウガ、ドイツアヤメの根、セイヨウニンジンボク、ヒッチョウカ、乾燥バラの蕾、ウイキョウ種子、アニス種子、ガランガル、ヒハツ等も用いられる。スパイスは、焙煎し、すり鉢等で挽いてから混ぜる。食塩や砂糖等を入れることもあるが、一般的ではない。ニンニク、サフラン、ナッツや乾燥ハーブは通常スパイスには混ぜず、料理に個別に加えるが、特にヨーロッパや北アメリカで市販されているものには、それらを含むものもある。
モロッコのものには、スパニッシュフライ等の媚薬と考えられる成分が含まれることもあるが、これらは風味付けとは無関係であると考えられる。